# Немой крик (фильм, 1979)
«Немой крик» (англ. The Silent Scream) — американский слэшер 1979 года, снятый Дэнни Харрисом с Ребеккой Болдинг, Барбарой Стил, Ивонн Де Карло и Кэмероном Митчеллом в главных ролях.

## Сюжет
Скотти Паркер, студентка колледжа в Южной Калифорнии, в последнюю минуту ищет комнату на осенний семестр. Её направляют в пансион — викторианский особняк на утёсе с видом на Тихий океан. Его владельцем является немногословная миссис Энгельс, она живёт в этом доме вместе со своим сыном-подростком Мейсоном и несколькими другими студентами колледжа, включая Дорис, Питера и Джека. Четверо студентов становятся друзьями и решают пойти вместе на двойное свидание. Потом Дорис и Питер прогуливаются по пляжу рядом с домом. Питер, пьяный, пристаёт к ней, но Дорис оставляет его на пляже. Он теряет сознание, его будит волна, но в ту же минуту к нему подкрадывается некто и наносит смертельный удар ножом.
Лейтенант Макгивер и сержант Мэнни Русин назначены расследовать убийство Питера, и лейтенант Макгивер начинает подозревать миссис Энгельс и её сына. Однажды днем Скотти и Дорис встречаются в подвальной прачечной, где Дорис говорит ей, что планирует переехать после того, что случилось с Питером. Скотти возвращается в свою комнату, где её поджидает Джек и склоняет к сексу. Тем временем в подвале из потайной двери выскакивает некто, нанося Дорис многочисленные удары ножом в голову и грудь.
Фигура убегает через потайную дверь, которая ведёт на потайную лестницу, проходящую вдоль воздуховодов дома и в конечном итоге ведет в комнату, расположенную рядом с главным чердачным помещением. Скотти спускается вниз за бельём, где находит лужу крови, но Дорис там уже нет. Она находит потайную дверь и поднимается по лестнице. Наверху она находит узкий коридор с дверью в конце. Она пытается открыть её, и на неё нападает женщина, которая тянет её внутрь. Шум встревожил миссис Энгельс, которая вошла в комнату через дверь на чердаке и вмешалась.
Миссис Энгельс рассказывает, что эта женщина, Виктория, — её дочь. Мейсон отчитывает свою мать за то, что она пустила жильцов, зная о вспышках гнева Виктории. Затем миссис Энгельс рассказывает Мейсону, что Виктория на самом деле его мать: после попытки самоубийства она родила его, но осталась немой и склонной к самоубийству после неудачной лоботомии в психиатрической больнице. Тем временем Джек ищет Скотти по всему дому, но не может найти. Внизу он сталкивается с Мейсоном, который сбивает его с ног.
В полицейском участке, сержант Русин раскрывает досье на прошлое Виктории и определяет, что она жила в доме Энгельсов после того, как её забрали из психиатрической больницы. Он и лейтенант Макгивер быстро выезжают в пансионат. В это же время, пока Скотти, связанная и с кляпом во рту, сидит в чулане, миссис Энгельс пытается утешить Викторию. Мейсон достает пистолет из своей спальни и возвращается на чердак, пытаясь убить Викторию. В борьбе он нечаянно стреляет миссис Энгельс в грудь и убивает её. Виктория подходит к Мейсону и тупо смотрит на него, придвигаясь ближе с ножом. Загнанный в угол у окна, он стреляет в неё, а потом стреляет себе в голову.
Скотти удается освободиться, но оказывается, что Виктория выжила после выстрела. Она нападает на Скотти с ножом. Джек приходит в себя и слышит шум наверху, он спешит на помощь. Ему удаётся отвлечь Викторию, и она решает напасть на него, однако сзади её толкает Скотти и она натыкается на свой же нож. В это время пребывают лейтенант Макгивер и сержант Русин.

## В ролях
- Ребекка Болдинг — Скотти Паркер
- Барбара Стил — Виктория Энгельс
  - Тина Тайлер — молодая Виктория
- Ивонн Де Карло — миссис Энгельс
- Брэд Риарден — Мейсон Энгельс
  - Джейсон Захлер — маленький Мейсон
- Кэмерон Митчелл — лейтенант Сэнди Макгивер
- Эйвери Шрайбер[англ.] — сержант Мэнни Русин
- Стив Даубет — Джек Таун
- Джон Уайдлок — Питер Рэнсон
- Джули Анделман — Дорис Притчард

## Производство

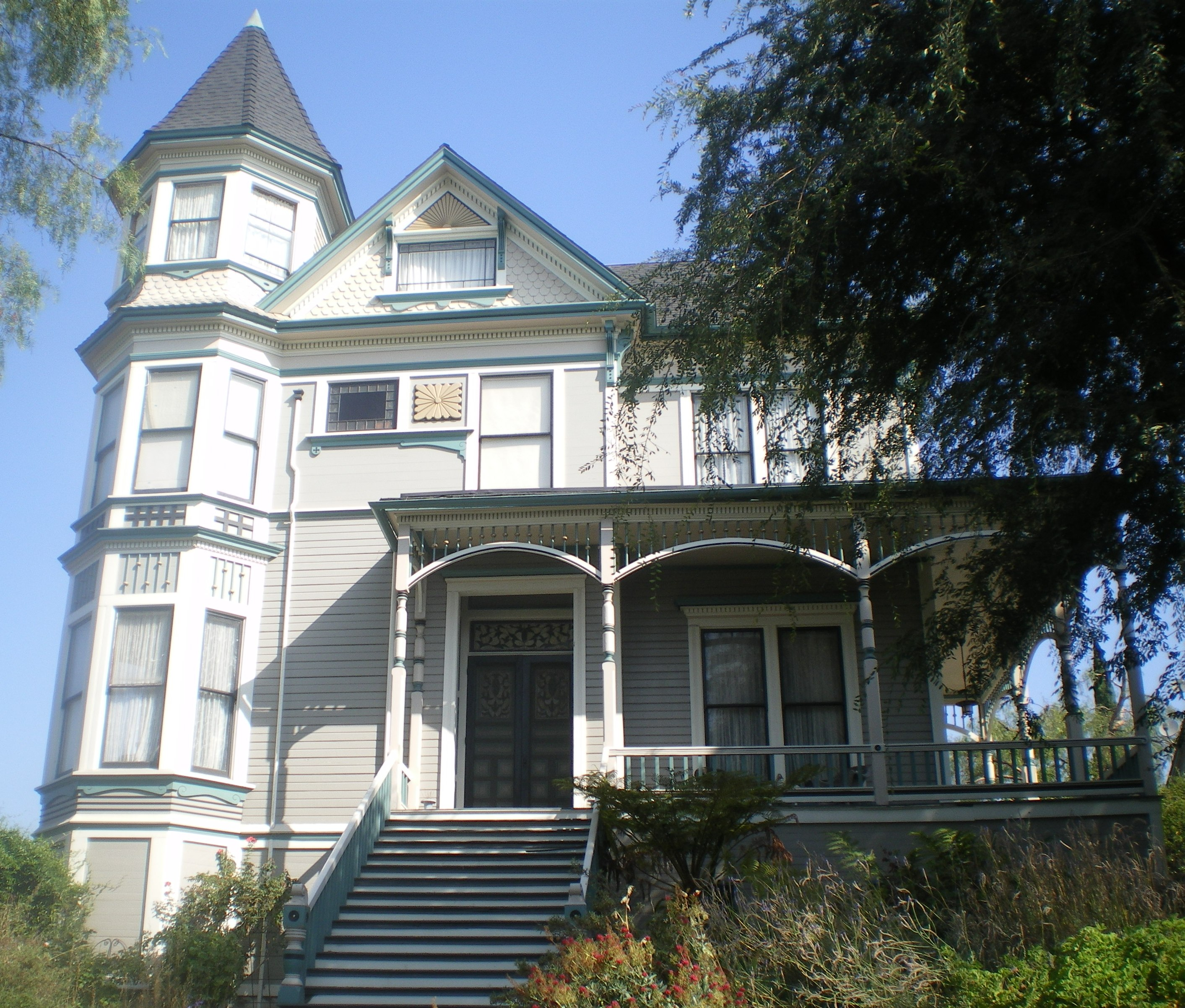
Местом съемок послужило поместье Смитов в Лос-Анджелесе

В сентябре 1977 года стало известно, что основные съёмки начнутся в конце месяца различных местах Лос-Анджелеса, Калифорния, включая Поместье Смитов, Хайленд-Парк, Игл-Рок и территорию Западного колледжа. Актриса Дайан Макбейн вспоминала, что получила роль полицейского-детектива. К ноябрю того же года появилась информация, что картина была завершена, бюджет составил 600 000 долларов, а съёмочный процесс — двадцать три дня.
В июне следующего года выяснилось, что первоначальный вариант фильма не устроил режиссёра, он решил переснять фильм, поэтому он пригласил братьев Кена и Джима Уитов для переработки сценария. В результате в фильм попали актёры Ивонн Де Карло и Кэмерон Митчелл, который получил роль, первоначально исполненную Дайан Макбейн, Брэд Риарден и Эйвери Шрайбер, который заменил Рика Манчини. В фильме осталось только 15% оригинальных кадров.

## Релиз
«Немой крик» был выпущен дистрибьютором American Cinema Releasing, он получил ограниченный кинотеатральный релиз в кинотеатрах Тулари, Калифорния, Гонолулу, Гавайи, и Виктории, Техас, в ноябре 1979 года.
Поскольку фильм хорошо показал себя во время своего первоначального выпуска, American Cinema Releasing расширила его выпуск до 131 кинотеатра по всей Калифорнии в январе 1980 года. Премьера фильма состоялась в Лос-Анджелесе 18 января 1980 года. В течение первой недели после выхода в прокат в январе 1980 года фильм собрал в прокате 1,67 миллионов долларов. На сегодняшний день, это один из самых кассовых независимых фильмов 70-х годов.
В течение года фильм был выпущен за рубежом: в Австралии, Мексике, Дании и Франции.
Фильм был выпущен на VHS компаниями Media Home Entertainment и Video Treasures. DVD-релиз был осуществлён компанией Scorpion Releasing в 2009 году, ею же в 2017 году фильм был выпущен на Blu-ray.

## Отзывы критиков
Фильм получил смешанные отзывы от критиков. Том Бакли из The New York Times дал неблагоприятную оценку фильму, написав: «Единственное, что пугает в „Немом крике“, это то, что есть люди, которые заплатят 5 долларов, чтобы увидеть его… Всё в этой постановке отталкивающе дилетантское, и печально видеть, как такие исполнители, как Ивонн Де Карло и Камерон Митчелл, вынуждены появляться в ней». Десмонд Райан из The Philadelphia Inquirer высоко оценил операторскую работу, но в остальных аспектах фильм раскритиковал. Хэл Леппер из Dayton Daily News посчитал фильм «калькой „Хэллоуина“», хотя похвалил игру Болдинг, описав её как «компетентную актрису» и добавил, что фильма финал «выглядит так, как будто он пришел с сеанса психотерапии с Чарльзом Мэнсоном». Роберт Масуло из The Sacramento Bee похвалил операторскую работу, но заметил, что актёры играли «без вдохновения», а сценарий «переполнен клише».
Линда Гросс из Los Angeles Times была более благоприятна в своей оценке, написав, что «несмотря на неправдоподобный сценарий и предсказуемые лужи крови, „Немой крик“ — страшный и стильный фильм ужасов а традициях Гран-Гиньоля», добавив также, что режиссёра Харрис «вызывает у зрителя мурашки не столько действием, сколько тишиной». Майкл Блоуен из The Boston Globe также дал фильму положительную оценку: «несмотря на свои очевидные недостатки, „Немой крик“ — это лучший низкобюджетный фильм ужасов со времён „Хэллоуина“. Если это звучит как проклятие со слабой похвалой, пусть будет так».